# Fredrik Pijper

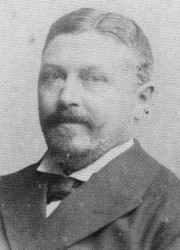
Fredrik Pijper (9 januari 1859 - 26 februari 1926).

Fredrik Pijper (Hoogwoud, 9 januari 1859 - Rotterdam, 26 februari 1926) was een Nederlands theoloog, kerkhistoricus en rector magnificus van de Rijksuniversiteit Leiden.

## Levensloop
In 1859 werd Fredrik Pijper geboren te Hoogwoud als zoon van Cornelis Pijper en Grietje Appel. Aanvankelijk volgde hij les aan de openbare school in De Weere, maar later kreeg hij privé-onderricht van onder andere dr. Jan Anthonie Bruins. Nadien ging hij theologie studeren in Leiden, waar hij lid was van het theologisch collegium Quisque Suis Viribus. Pijper trad in 1882 in het huwelijk met Maria Petronella van Wijk, dochter van een schoolhoofd te Leiden. Hij ging vervolgens aan de slag als predikant te Eenigenburg (1882-1884), Kimswerd (1884-1886), Veendam (1886-1890) en Berkhout (1890-1897). Met zijn vrouw kreeg hij vier zonen en één dochter. In 1912 ontving hij het erekruis van ridder in de Orde van de Nederlandse Leeuw voor zien verdiensten als rector van de universiteit van Leiden.
Pijper werd door biograaf S.B.J. Zilverberg omschreven als "een man uit één stuk" en een "noeste werker", "aangetrokken tot de erasmiaans-humanistische levens- en wereldbeschouwing" hetgeen zich uitte in diens levenswerk.

## Academische carrière

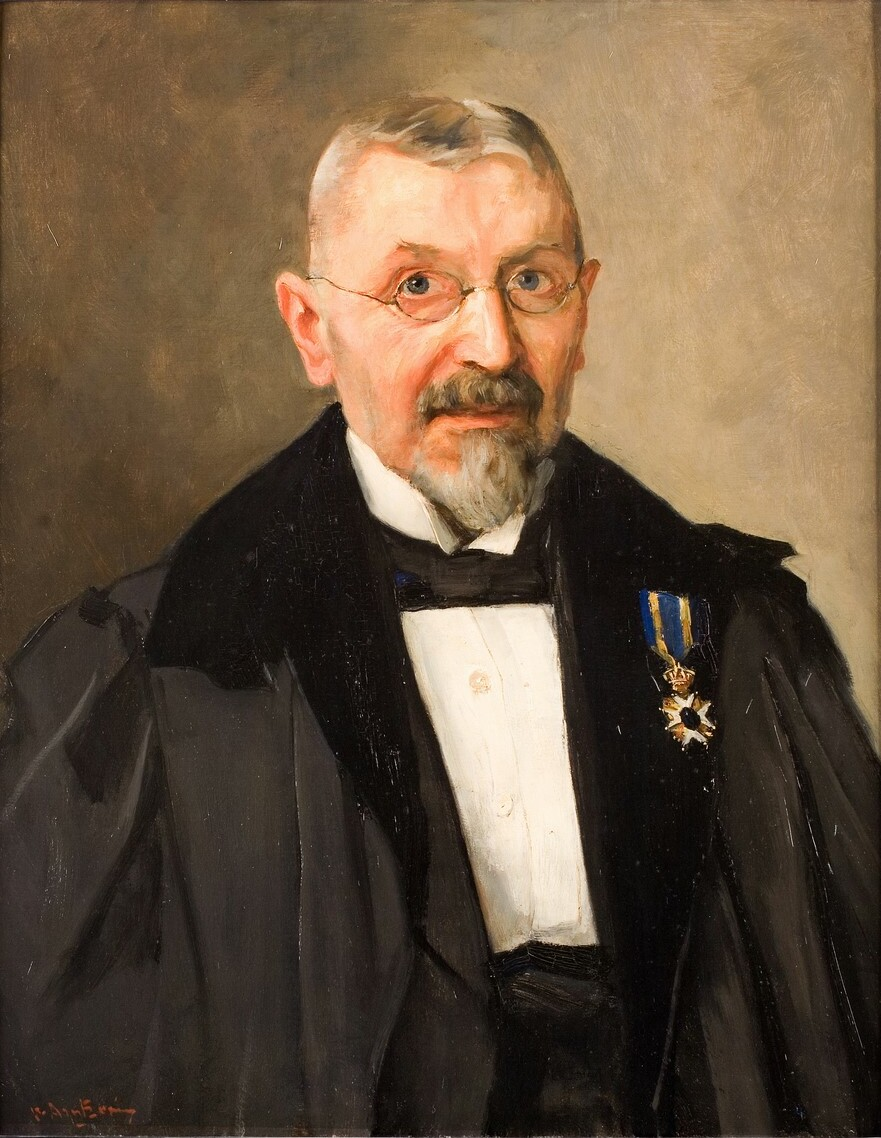
Pijper als professor doctor emeritus van de universiteit van Leiden.

Pijper promoveerde in 1883 aan de universiteit van Leiden met een doctoraalscriptie onder prof. dr. Johannes Gerhardus Acquoy over de Gentse balling Jan Utenhove, dewelke eerste ouderling werd aan de vreemdelingenkerk Austin Friars in Londen. Toen Acquoy in 1896 overleed viel de keuze op Pijper als zijn opvolger. Tussen 1911 en 1912 was hij rector van de Rijksuniversiteit Leiden. Op 15 september 1924 ging Pijper met emeritaat, na bijna dertig jaar hoogleraar geweest te zijn, waarna hij opgevolgd werd als hoogleraar door Albert Eekhof.
Aanvankelijk besteedde Pijper voornamelijk aandacht aan het Rooms-katholicisme en de middeleeuwen. Later ging zijn interesse steeds meer uit naar de Reformatie en het gereformeerd protestantisme tijdens de vroegmoderne tijd. Vooral over de geschiedenis van de religieuze ballingen uit de Nederlanden heeft Pijper veel geschreven, getuige de Martelaarsboeken uit 1924. Deze interesse deelde Pijper vooral met zijn leerling Johannes Lindeboom. Een andere doctorandus die hij begeleidde was Jan Nicolaas Bakhuizen van den Brink met een proefschrift getiteld De oud-christelijke monumenten van Ephesus. Anderzijds verdiende ook christelijke kunst doorheen de geschiedenis zijn ongebreidelde interesse. Een laatste onderwerp waar hij zich overigens mee bezighield was christelijke archeologie. Zo werkte hij mee aan een commissie die onderzoek verrichtte naar de Romeinse catacomben waar vroege christenen hun eredienst verrichtten.
Pijpers passie voor kerkgeschiedenis werd o.a. botgevierd in het Kerkhistorisch Gezelschap S.S.S., een organisatie die hij zelf oprichtte in 1901 die om de twee weken vergaderde bij hem thuis.

## Lidmaatschappen en benoemingen
- Kerkhistorisch Gezelschap S.S.S., als oprichter (vanaf 1901)
- Maatschappij der Nederlandse Letterkunde, als lid (vanaf 1884)
- Nederlandsch Archief voor Kerkgeschiedenis, als redacteur (vanaf 1896)
- Nederlandsch Zendeling Genootschap, als lid (1901-1926)
- Nederlandse Vereeniging tegen de Prostitutie, als bestuurslid
- Provinciaal Utrechts Genootschap van Kunsten en Wetenschappen
- Quisque Suis Viribus, als lid en voorzitter (1878-1882)

## Publicaties
- Jan Utenhove. Zijn leven en zijn werken. Leiden: Adriani, 1883.
- Geschiedenis der boete en biecht in de Christelijke kerk. 's-Gravenhage: Martinus Nijhoff, 1891-1908.
- De geschiedenis van het godsdienstig-zedelijk leven. 's-Gravenhage: Martinus Nijhoff, 1897.
- Erasmus en de Nederlandsche Reformatie. Leiden: Brill, 1907.
- Middeleeuwsch Christendom. 's-Gravenhage: Martinus Nijhoff, 1907-1911.
- "Een nieuw ontdekt doopsgezind martelaarsboek." In: Nederlands Archief voor Kerkgeschiedenis, 2 (1909), 1, pp. 286-300.
- Acquoy, Johannes Gerhardus en Fredrik Pijper. Handleiding tot de kerkgeschiedvorsching en kerkgeschiedschrijving. 's-Gravenhage: Martinus Nijhoff, 1910.
- "De kennis van de bolvormige gedaante der aarde voor Copernikus." In: Nederlands Archief voor Kerkgeschiedenis, 5 (1912), 1, pp. 117-129.
- "Inhoud en strekking der oudste kloosterregels." In: Nederlands Archief voor Kerkgeschiedenis, 5 (1912), 1, pp. 318-342.
- "De bestrijding der Waldenzen en Albigenzen met het woord en met het zwaard." In: Nederlands Archief voor Kerkgeschiedenis, 5 (1912), 1, pp. 349-386.
- "De Nederlanders en de Katakomben te Rome." In: Neerlandia, 17 (1913), pp. 75-78. DBNL
- De kloosters. 's-Gravenhage: Martinus Nijhoff, 1916.
- De evangelie-verkondiging aan de menschen-eters van N.W. Europa. Rotterdam: Nederlandsch Zendelingengenootschap, 1917.
- Handboek tot de geschiedenis der Christelijke kunst. 's-Gravenhage: Martinus Nijhoff, 1917.
- "Johannes Wiclif." In: Nederlands Archief voor Kerkgeschiedenis, 12 (1919), 1, pp. 293-331.
- "Johannes Hus." In: Nederlands Archief voor Kerkgeschiedenis, 13 (1920), 1, pp. 1-57.
- "Het Humanisme." In: Nederlands Archief voor Kerkgeschiedenis, 13 (1920), 1, pp. 113-137.
- Het modernisme en andere stroomingen in de Katholieke Kerk. Amsterdam: Van Looy, 1921.
- "Strijd tusschen Kerk en staat in het begin der veertiende eeuw. Bonifacius VIII contra Filips den Schone." In: Nederlands Archief voor Kerkgeschiedenis, 14 (1921), 1, pp. 1-49.
- "Hoe Luther los wordt van de Roomsch-Katholieke Kerk." In: Nederlands Archief voor Kerkgeschiedenis, 14 (1921), 1, pp. 97-125.
- Pijper, Fredrik (ed.), et al. Martelaarsboeken. 's-Gravenhage: Martinus Nijhoff, 1924. DBNL (pdf)
- Beknopt handboek tot de geschiedenis des Christendoms. 's-Gravenhage: Martinus Nijhoff, 1924. DBNL (pdf)